# Кёнигсфельд (Айфель)
Кёнигсфельд (нем. Königsfeld) — община в Германии, в земле Рейнланд-Пфальц.
Входит в состав района Арвайлер. Подчиняется управлению Брольталь. Население составляет 646 человек (на 31 декабря 2010 года). Занимает площадь 7,20 км².